# Alice Mary Robertson
Pour les articles homonymes, voir Robertson.
 (mars 2025).
Si vous disposez d'ouvrages ou d'articles de référence ou si vous connaissez des sites web de qualité traitant du thème abordé ici, merci de compléter l'article en donnant les références utiles à sa vérifiabilité et en les liant à la section « Notes et références ».
En pratique : Quelles sources sont attendues ? Comment ajouter mes sources ?
Alice Mary Robertson, née le 2 janvier 1854 à Tullahassee (nation Muscogee, territoire indien) et morte le 1er juillet 1931 à Muskogee (Oklahoma), est une femme politique américaine membre du Parti républicain et représentante du 2e district de l'Oklahoma entre 1921 et 1923. Elle est la deuxième femme à siéger au Congrès des États-Unis, la première issue de l'Oklahoma et également la première à battre à une élection nationale un parlementaire sortant.
Enseignante et travailleuse sociale de profession, elle est connue pour sa forte personnalité, son engagement en faveur des droits des Amérindiens et ses positions antiféministes.

## Biographie

### Origines et études
Alice Mary Robertson est née à la mission Tullahassee, dans la nation Muscogee (ou Creek), en territoire indien, d'Ann Eliza (née Worcester) et William Schenck Robertson. Son grand-père maternel est Samuel Worcester, un missionnaire installé de longue date chez les Cherokees. Le recensement des États-Unis de 1860 indique que la famille vivait en territoire indien, dans l'Arkansas. Ses parents ont traduit de nombreux ouvrages en langue creek, dont la Bible. Au début de sa vie, Mary Alice Robertson apprend en autodidacte sous la supervision de ses parents. À partir de ses 18 ans, elle fréquente ensuite l'Elmira College, à Elmira (New York).

### Carrière professionnelle

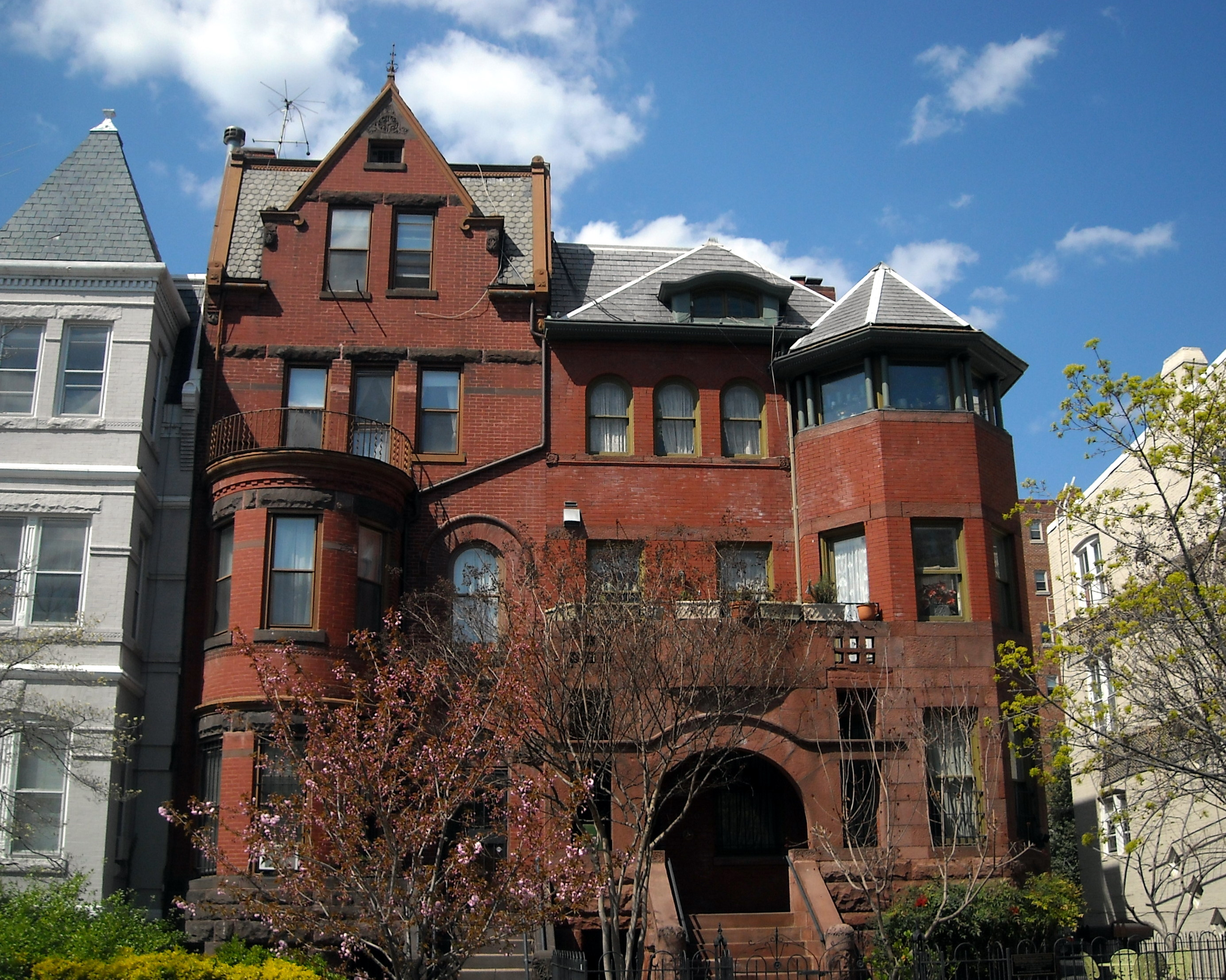
Résidence d'Alice Mary Robertson au rond-point Dupont à Washington, D.C.

Elle commence à travailler comme commis au Bureau des affaires indiennes (BIA) à Washington, D.C., de 1873 à 1879. Elle retourne ensuite en territoire indien et enseigne brièvement à l'école de Tullahassee. Plus tard, elle enseigne à l'École industrielle indienne de Carlisle (Pennsylvanie), de 1880 à 1882.
Revenue en territoire indien, elle crée la mission Nuyaka (en), dirigée par des presbytériens qui relèvent du Creek Council. Elle enseigne à Okmulgee (Oklahoma), où elle est responsable d'un pensionnat presbytérien pour jeunes filles amérindiennes (à l'origine du Henry Kendall College, puis de l'université de Tulsa).
Elle est nommée par la BIA première superviseure gouvernementale des écoles indiennes creek, fonction qu'elle occupe de 1900 à 1905. Elle est ensuite nommée par le président des États-Unis Theodore Roosevelt responsable des postes (Postmaster) de Muskogee (Oklahoma), de 1905 à 1913. Elle devient la première femme du pays à occuper cette fonction dans la classe A. Durant la Première Guerre mondiale, elle organise une cantine locale pour les troupes basées à Muskogee, dans le cadre de la Croix-Rouge.

### Carrière politique

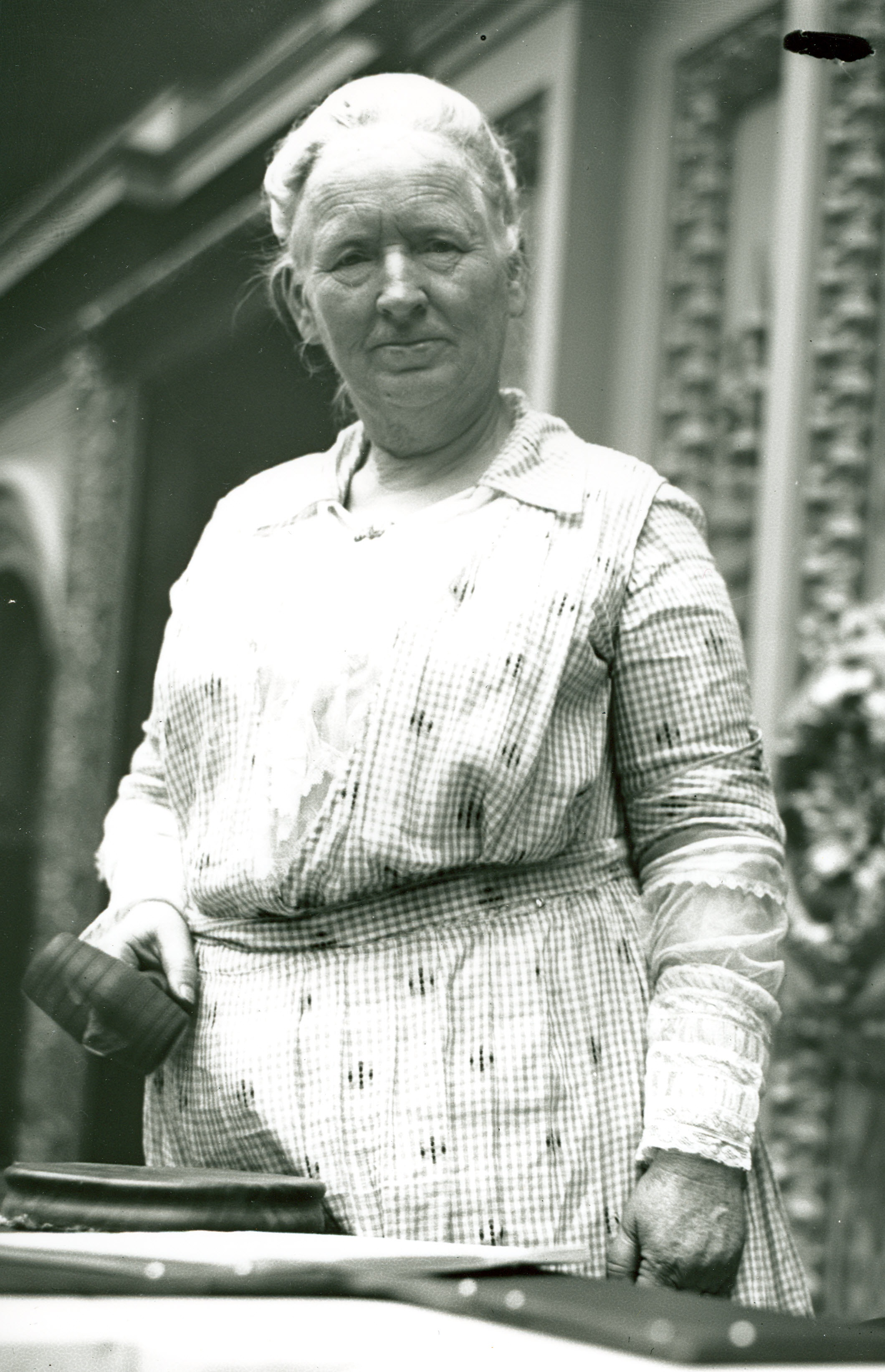
Alice Mary Robertson est la première femme à présider une séance de la Chambre des représentants en 1921.

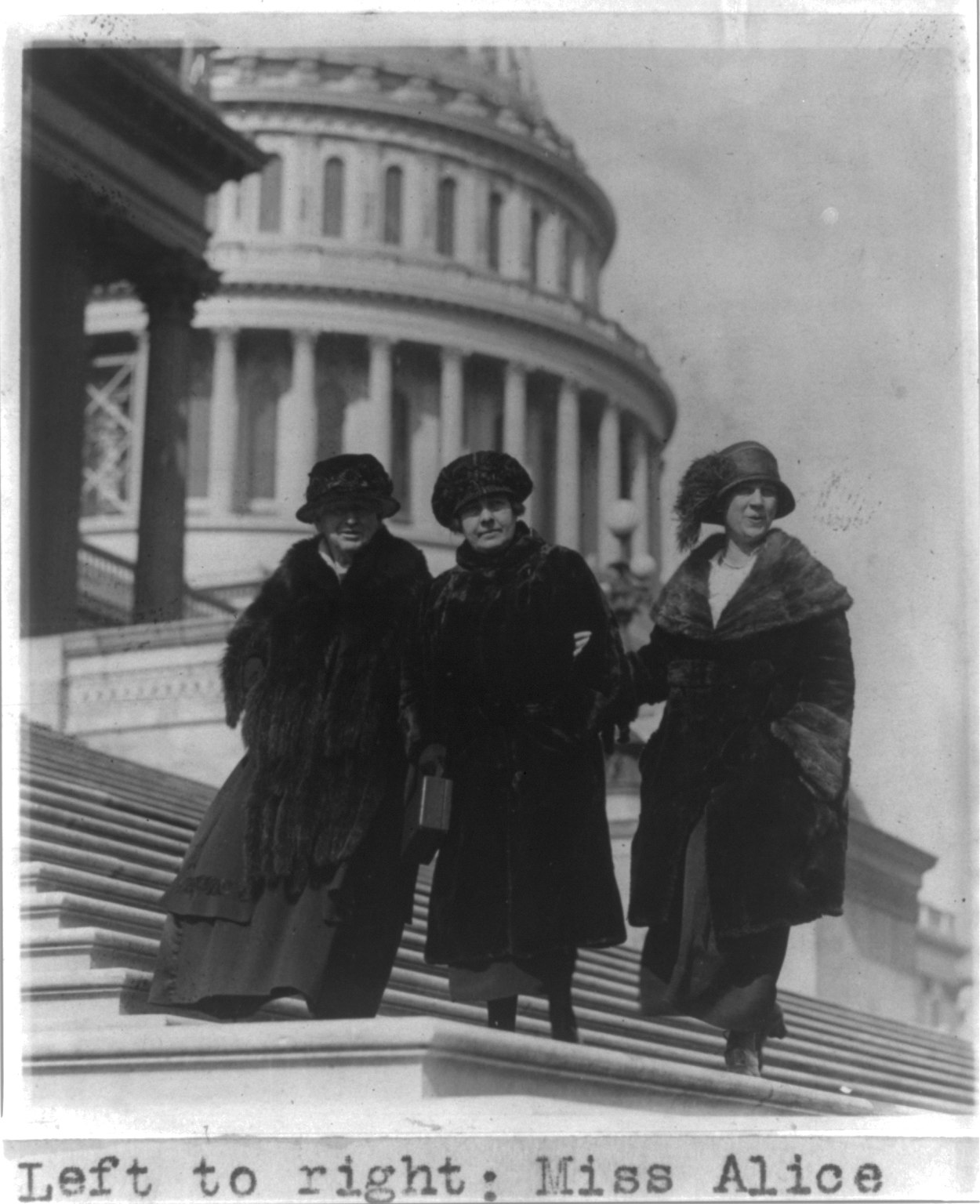
Alice Mary Robertson, Mae Nolan et Winnifred Sprague Mason Huck en 1923, pionnières féminines du Congrès.

Alice Mary Robertson s'investit en politique. Elle est élue à la Chambre des représentants des États-Unis dans le 2e district de l'Oklahoma sous la bannière du Parti républicain. Elle est la première femme du pays à battre un parlementaire sortant lors d'une élection nationale, l'emportant de peu face à  William W. Hastings (en). Elle siège de 1921 à 1923. Candidate à sa réélection, elle est battue par Hastings.
Elle est la deuxième femme à occuper un siège au Congrès des États-Unis, après la représentante Jeannette Rankin du Montana, en fonction de 1917 à 1919. Rebecca Felton a été un jour sénatrice (1922), et les représentantes Winnifred Huck de l'Illinois et Mae Nolan de Californie ont toutes deux remporté des élections partielles ; celles-ci étaient les troisième, quatrième et cinquième femmes à siéger au Congrès. Au cours de son mandat, Alice Mary Robertson devient la première femme à présider une séance de la Chambre des représentants, le 20 juin 1921.
Elle est la première femme élue au Congrès après l'adoption du dix-neuvième amendement de la Constitution des États-Unis garantissant aux femmes le droit de vote. Elle s'oppose toutefois à des organisations féministes, la Ligue des femmes électrices et le Parti national des femmes. Elle vote contre des projets de loi de financement lié à la maternité et à la garde d'enfants, considérant qu'ils constituent une intrusion gouvernementale injustifiée dans les droits de la personne. Cela lui vaut le soutien des Filles de la Révolution américaine, dont elle est membre. Elle vote également contre le projet de loi Dyer anti-lynchage (en).

### Après le Congrès
Alice Mary Robertson est nommée travailleuse sociale à l'hôpital des anciens combattants no 90 de Muskogee par le président des États-Unis Warren G. Harding en mai 1923. Elle prend sa retraite pour diriger une ferme laitière de 50 acres. Elle possède également un café, du nom de Sawokla. En 1925, sa maison et son café sont incendiés par des opposants à ses précédents votes au Congrès.
Elle meurt en 1931 à Muskogee et elle est enterrée au cimetière de Greenhill. Elle lègue ses archives à l'université de Tulsa, conservées au sein de la bibliothèque McFarlin.

## Hommages
- Robertson Hall, un dortoir de l'université des sciences et des arts de l'Oklahoma (en) à Chickasha, est nommé en son honneur[5].
- École Alice Robertson à Muskogee[5].